# Forcipomyia vexans
Forcipomyia vexans är en tvåvingeart som först beskrevs av Johannes Cornelis Hendrik de Meijere 1909.  Forcipomyia vexans ingår i släktet Forcipomyia och familjen svidknott.